# チビアーナ・ディ・カドーレ
チビアーナ・ディ・カドーレ（伊: Cibiana di Cadore）は、イタリア共和国ヴェネト州ベッルーノ県にある、人口約300人の基礎自治体（コムーネ）。

## 地理

### 位置・広がり

#### 隣接コムーネ
隣接するコムーネは以下の通り。
- オスピターレ・ディ・カドーレ
- ヴァル・ディ・ゾルド、
- ヴァッレ・ディ・カドーレ
- ヴォード・ディ・カドーレ

### 気候分類・地震分類
気候分類では、zona F, 4140 GGに分類される。
また、イタリアの地震リスク階級 (it) では、zona 2 (sismicità media) に分類される。

## 行政

### 集落
チビアーナ・ディ・カドーレには、以下のBorgataがある。
- Cibiana di Sotto, Col, Dèona, Le Nove, Masarié, Pianezze, Pian Gran, Strassei, Sù Gesia